# Milton Fowler Gregg
 (juin 2023).
Si vous disposez d'ouvrages ou d'articles de référence ou si vous connaissez des sites web de qualité traitant du thème abordé ici, merci de compléter l'article en donnant les références utiles à sa vérifiabilité et en les liant à la section « Notes et références ».
Pour les articles homonymes, voir Gregg.
Milton Fowler Gregg, né le 10 avril 1892 et mort le 13 mars 1978, est un militaire et un homme politique canadien du Nouveau-Brunswick qui fut député et ministre.

## Biographie
Milton Fowler Gregg naît le 10 avril 1892 à Mountain Dale, au Nouveau-Brunswick.
Après avoir suivi des études à l'Université Acadia où il obtient une Maîtrise en arts, il participe à la Première Guerre mondiale au cours de laquelle il reçoit la Croix de Victoria, le 28 septembre 1918 et termine avec le grade de Brigadier.
Il exerce les fonctions de sergent d'armes à la Chambre des communes du Canada de 1934 à 1939 puis participe à la Seconde Guerre mondiale, d'abord outre-mer puis en tant que Commandant de centres d'entraînement au Canada.
Il se lance ensuite en politique fédérale et est élu le 20 octobre 1947 député de la circonscription de York—Sunbury sous l'étiquette libérale lors d'une élection partielle due au décès de Hedley Francis Gregory Bridges. Il est à nouveau élu en 1949 et 1953 mais perd son siège en 1957 face à John Chester Macrae.
Durant sa présence au parlement, il est Ministre des Pêches du 2 septembre 1947 au 18 janvier 1948, Ministre des Affaires des Anciens Combattants du 19 janvier 1948 au 6 août 1950 et enfin Ministre du Travail du 7 août 1950 au 20 juin 1957.
Il meurt le 13 mars 1978.